# Christoph Brümmer
Christoph Brümmer (* 6. Januar 1943 in Hessenhagen, Landkreis Templin) ist ein deutscher Diplomat und war von August 2005 bis Oktober 2008 Botschafter der Bundesrepublik Deutschland in Bangkok, Thailand.

## Leben
Nach dem Zweiten Weltkrieg kam Christoph Brümmer mit seinen Eltern nach Westdeutschland. Er wuchs zunächst in Ostfriesland und später in Hamburg und Weserberg auf. Nach dem Abitur 1963 leistete er Militärdienst bei der Marine. Von 1965 bis 1971 studierte er Slawistik, Osteuropäische Geschichte und Amerikanistik in Berlin und München. 1971 wurde er an der Ludwig-Maximilians-Universität München promoviert mit der Dissertation Beiträge zur Entwicklungsgeschichte der frühen Romane L. M. Leonovs.
Ab 1971 war Brümmer im Diplomatischen Vorbereitungsdienst in Bonn und Marseille. 1973 trat er in den Auswärtigen Dienst ein. Es folgten Verwendungen im Deutschen Generalkonsulat in Osaka/Kōbe (1973–1975), der Deutschen Botschaft Belgrad (1975–1978), in der Zentrale des Auswärtiges Amtes in Bonn sowie der Deutschen Botschaft Washington (1981–1984), wo er als Referent tätig war.
Von 1984 bis 1989 war Brümmer stellvertretender Referatsleiter in der Kulturabteilung der Zentrale des Auswärtigen Amtes und von 1989 bis 1992 stellvertretender Leiter der Deutschen Botschaft Kairo. 1992 kehrte er in die Zentrale zurück, wo er als Referatsleiter der Politischen Abteilung amtierte. Danach war er jeweils stellvertretender Leiter der Deutschen Botschaft Tokio (1995–1998) und Deutschen Botschaft Moskau (1998–2001).
Von 2001 bis 2005 war Brümmer Deutscher Botschafter in Islamabad, Pakistan. Ab dem 26. August 2005 war er drei Jahre lang Deutscher Botschafter in Thailand mit geplanter anschließender Pensionierung.
Brümmer ist verheiratet und hat drei erwachsene Töchter.